# کفشدوزک‌های کوکسینلا
کفشدوزک‌های کوکسینلا (نام علمی: Coccinella) سرده‌ای از کفشدوزکها هستند که در میان دیگر سردهها معروفتر می‌باشند. در بیشتر گونه‌های این سرده، بال‌پوشها نارنجی و قرمز هستند که با خال‌ها یا نوارهای سیاه منقش شده‌اند. کفشدوزک‌های کوکسینلا در نیم‌کره شمالی کره زمین مثل آمریکای شمالی و اوراسیا زندگی می‌کنند. بیشتر گونه‌های این سرده در اوراسیا زندگی می‌کنند و تنها ۱۱ گونه در آمریکای شمالی وجود دارد. نام کوکسینلا (Coccinella) از واژه لاتین coccineus به معنای رنگ سقرلات (قرمز اسکارلت) گرفته شده‌است. کفشدوزک‌های کوکسینلا و همچنین لارو آنها بسیار پرخور هستند و برای شتهها نوعی درنده (صیاد) به‌شمار می‌روند. به عبارتی برخی از آنها مثل کفشدوزک هفت‌خال نوعی کنترل زیستی آفت محسوب می‌شود.

## گونه‌ها
- کفشدوزک هفت‌خال، Coccinella septempunctata
- Coccinella alta
- Coccinella arcula
- Coccinella californica
- Coccinella difficilis
- Coccinella fulgida
- Coccinella hieroglyphica
- Coccinella johnsoni
- Coccinella magnifica
- Coccinella monticola
- Coccinella novemnotata
- Coccinella prolongata
- Coccinella quinquepunctata
- Coccinella repanda
- Coccinella saucerottii
- Coccinella transversoguttata
- Coccinella trifasciata
- Coccinella undecimpunctata